# Efecte de les nous del Brasil

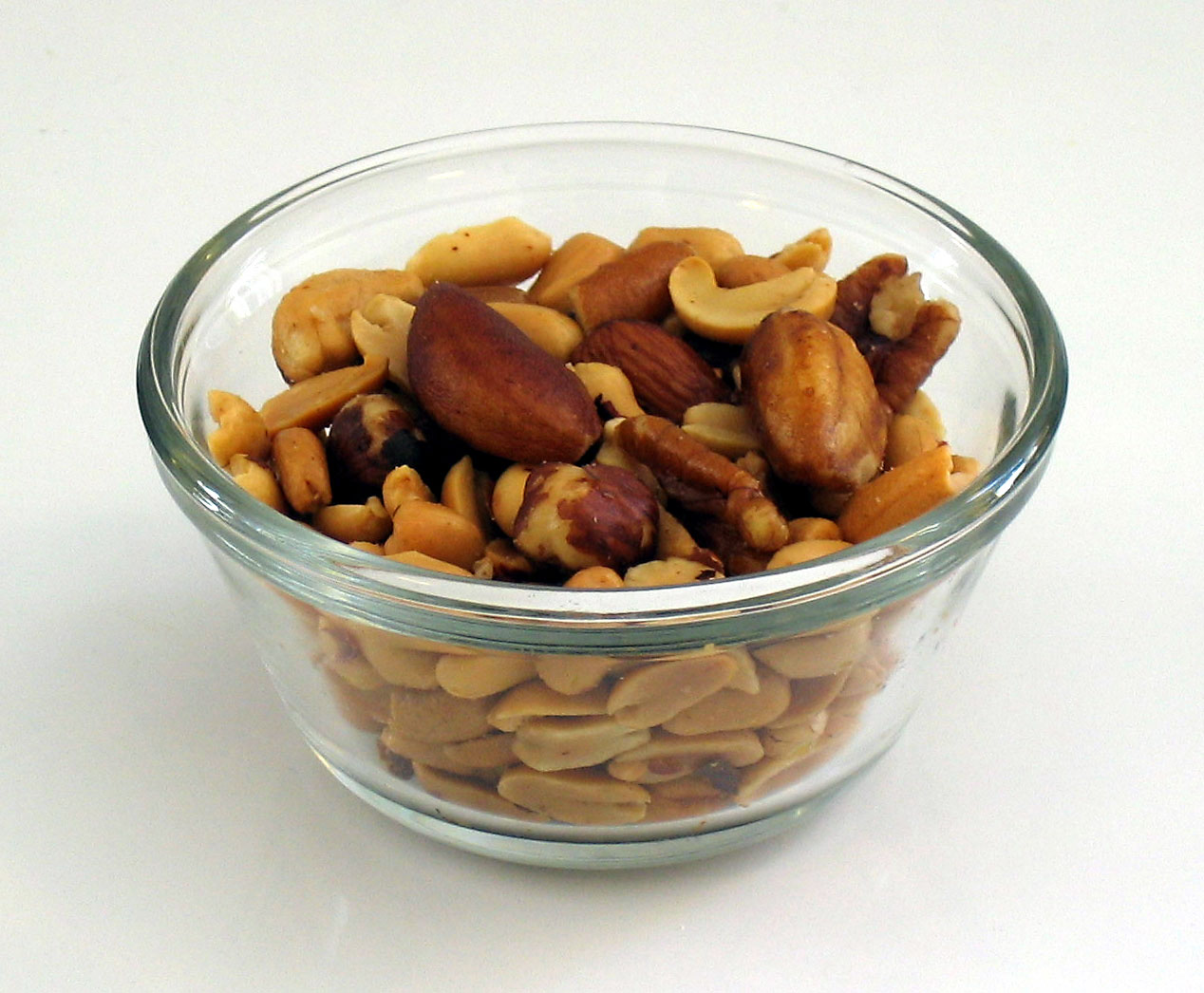
Nous del Brasil sobre altres fruits secs

S'anomena convecció granular o efecte de les nous del Brasil a la tendència que tenen les partícules de major grandària d'una substància granular a ascendir a la superfície de la barreja quan aquesta és agitada. Deu el seu nom al fet que, típicament, en una caixa de fruites seques assortides les nous del Brasil són les més grans.